# Corvina (druesort)
Corvina er en druesort, som udgør hovedparten af druesammensætningen i den klassiske vin Amarone.
| Mad og drikke | Spire Denne artikel om mad og drikke er en spire som bør udbygges. Du er velkommen til at hjælpe Wikipedia ved at udvide den. |